# Ллана из Гатола
«Ллана из Гатола» — десятый роман барсумской серии Эдгара Райса Берроуза. Составлен из четырёх самостоятельных повестей, опубликованных в журнале Amazing Stories в течение 1941 года. В 1948 году была опубликована книга, снабжённая кратким предисловием, написанным от лица племянника Джона Картера — Эдгара Райса Берроуза, которого вновь навестил его знаменитый дядя. Повести в книжном издании печатались с незначительными изменениями, призванными увязать их в единую сюжетную канву.

## Содержание и сюжет

### «Давно умерший»
Повесть опубликована под названием англ. The City of Mummies («Город мумий») в мартовском выпуске Amazing Stories за 1941 году. В издании 1948 года называлась «The Ancient Dead».
Джон Картер, испытывая желание отдохнуть от двора и политики, отправляется в одиночку исследовать отдалённые области Марса. В этот раз он захотел посмотреть на развалины Хорца — великой столицы империи Ореваров, владевшей всем Марсом от полюса и до полюса 500 тысяч лет назад. Несмотря на то, что город брошен, он указан на всех картах Марса.
На одной из площадей разрушенного города, Картер неожиданно встречает белого человека, сражающегося с зелёными варварами. Спасённый оказывается Ная Дан Чи (у Берроуза Pan Dan Chee) — воином ореваров, продолжающих жить в цитадели Хорца, и хранящих тайну своего существования. Джон Картер приговорён правителем Хорца к смертной казни, но Ная Дан Чи увёл Владыку Марса в подземелья. Ожидая смерти, они играют в марсианские шахматы — джетан, где фигурки воспроизводят родственников Джона Картера, и оревар заочно влюбляется в Ллану из Гатола. Утром пленники решили исследовать подземелья, где они обнаружили живой труп великого бальзамировщика древности Ли Ум Ло. В его склепе обнаруживаются проведшие в летаргии сотни тысяч лет жители древнего Хорца — и внучка Картера Ллана из Гатола — дочь Тары и Гахана. Она спряталась в Хорце от посягательств Хин Абтеля — самозваного Владыки Марса — правителя панаров, народа красных марсиан, живущего в Арктике. Увидя дно высохшего океана (Хорц некогда был портом), оревары распадаются в пыль, а Картер, Ллана и Ная Дан Чи отправляются в другое полушарие — в Гатол.

### «Чёрные пираты Барсума»
Повесть опубликована под названием англ. Black Pirates of Barsoom в июньском выпуске Amazing Stories за 1941 году.
На тридцать седьмой день похода по дну высохшего океана, Джон Картер, Ллана и Ная Дан Чи набредают на караван зелёных варваров, и вынуждены спасаться бегством. Их хватают перворождённые — чёрные марсиане, и привозят в город Камтоль, где заставляют отвечать на вопросы некой Большой Машины. Позже выясняется, что машина анализирует сотни показателей нервной системы, и записывает их в свою память. Отныне ни один человек не способен покинуть пределы Камтоля, поскольку Машина в состоянии уничтожить на расстоянии любого человека, прошедшего через неё. Машина была создана по приказу тирана Доксуса — правителя Камтоля, жаждавшего абсолютного контроля над всеми его жителями. Джону Картеру удаётся покорить сердце тирана своим искусством фехтования, но ему приходится поднять восстание рабов: предстоят гладиаторские игры, на которых будет присутствовать Турид — заклятый враг Владыки (из романа «Владыка Марса»). Джону Картеру удаётся освободить Ллану и разрушить Большую Машину.

### «Бегство»
Повесть опубликована под названием англ. Yellow Men of Mars в августовском выпуске Amazing Stories за 1941 году. В издании 1948 года. называлась «Escape on Mars».
Добравшись до Гатола, Джон Картер был схвачен гатольскими пастухами и едва не был казнён как шпион. Пока шло разбирательство, Ллана и Ная Дан Чи были схвачены панарами, осаждающими Гатол. Джон Картер, замаскировавшись под красного марсианина, пробирается к панарам, и узнаёт, что Хин Абтель сделал своим вассалом правителя жёлтых марсиан — Талу, а сам собирает огромную армию и флот, чтобы покорить все народы Марса. Поскольку Арктика не в состоянии прокормить многомиллионной армии, солдат попросту замораживают на мирное время. Картер добирается до Панкора — тепличной столицы панаров, где Хин Абтель похваляется своей победой над самим Джоном Картером — доказательством служит флаер Владыки, похищенный ещё в Хорце. Джон Картер освобождает Ллану и летит в Гелиум. Предположительно (напрямую это не описывается, но Джон Картер думает, что скорее всего так и есть), во время боя с панарами погибает захваченный ими в плен Тан Хадрон — главный герой романа «Великий воин Марса».

### «Невидимые люди Марса»
Повесть опубликована под названием англ. Invisible Men of Mars в ноябрьском выпуске Amazing Stories за 1941 года.
Задача Джона Картера — поскорее добраться до Гелиума и обрушить всю мощь его флота на самозваного диктатора. Однако нехватка пищи, вынудила Владыку и его внучку совершить посадку прямо на территории Леса Потерянных людей, где они были схвачены невидимками. Невидимки оказались обычными людьми, жителями города Инвак, которые изобрели химическое средство, делающее человека абсолютно невидимым в течение нескольких часов. Джону Картеру удаётся преодолеть все преграды, добыть средство невидимости, и вернуться в Гелиум. Благодаря средству невидимости, Хин Абтель был схвачен, после чего Владыка Марса отправился в Арктику — размораживать миллионы марсиан. Из-за этого он не присутствует на свадьбе Ная Дан Чи и Лланы.